# Buses rojos (Guatemala)
Los Buses Rojos fueron un sistema de autobuses en Guatemala. Este servicio cubría varios municipios entre ellos Mixco, Chinautla, Santa Catarina Pinula, San Pedro Sacatepéquez y en toda la ciudad de Guatemala. Dejó de funcionar después de la pandemia de Covid-19 debido al mal servicio y la delincuencia. Al principio seria suplantado por Transurbano pero tiempo después, este servicio seria sustituido por TuBus, y algunas rutas del Transmetro.

## Historia
Los buses rojos surgen de un sistema de transporte público que data en los inicios de 1900 en la ciudad de Guatemala. Pero no fue hasta 1927 cuando ya se establece la Empresa Guatemalteca de Autobuses (EGA).
En 1931, se presenta una serie de solicitudes al gobierno central para ampliar el sistema en más rutas de la capital. La empresa Roque Rosito y Cía., fue quien obtuvo el permiso para circular en 7 rutas con 21 autobuses con el costo de pasaje de 5 centavos por pasajero.
A lo largo de la historia, los buses rojos fueron víctimas de la delincuencia como por ejemplo, atentados y extorsiones.Tanto que hasta las pandillas se peleaban por las rutas del sistema. Los buses eran asaltados hasta 40 veces por día en casi todas las rutas.
En 1998, entraron en circulación los buses "gusano" que fueron entregados por el alcalde Oscar Berger y que fueron un total de 140 unidades. Debido a esto los empresarios, dueños de los buses, sindicalistas, pilotos y ayudantes rechazaron esta propuesta por medio de protestas.
En 2019, la Dirección General de Transportes inicia una campaña para que las unidades de más de 25 años salieran de circulación.

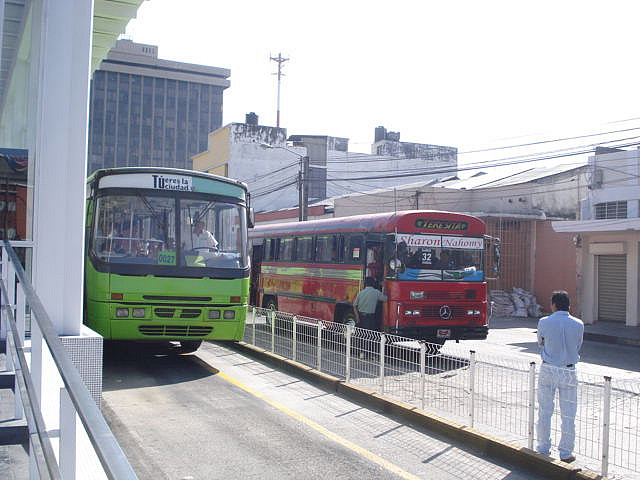
Bus rojo al lado de un Transmetro en la estación Plaza Barrios. (2009)

Entre 2020 y 2021, debido a la pandemia de Covid-19, el sistema comenzó a circular gradualmente después de estar suspendido el servicio pero, luego de análisis, el pésimo control sanitario y al no pasar la segunda fase además de haberse aumentado la tarifa de 1 y 2 quetzales a 5 o 7 quetzales, La Municipalidad de Guatemala retira definitivamente las unidades siendo estos reemplazados por TuBus y el Transmetro. Esto deja una escases de autobuses en gran parte de la ciudad de Guatemala.
A pesar de ser retirados de circulación, la mayoría de las unidades fueron arregladas y adquiridas por otras entidades de transporte entre ellas Mixco y Transurbano.

## Autobuses
Se contaba con casi 3000 buses en todas las rutas que cubrían la capital y los municipios aledaños de las cuales, se necesitaban más de 3500 unidades para cubrir la demanda. Entre las unidades destacaron Los Ciferal de 1998, Los Mercedes-Benz Rosmo y muchos eran buses escolares pintados y de marca International y Blue Bird.